# Liste des mammifères au Liechtenstein

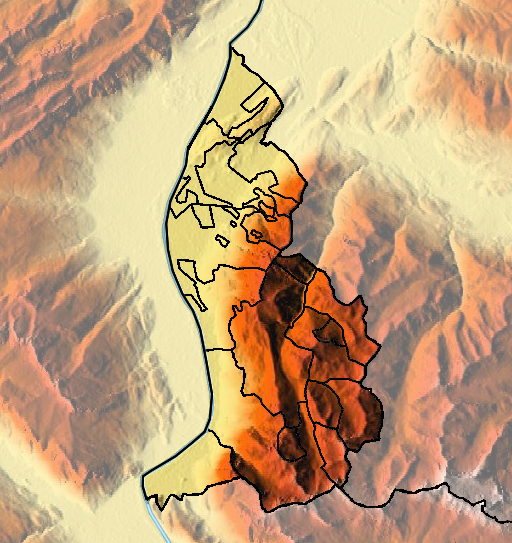
Carte topographique du Liechtenstein.

Localisation du Liechtenstein en Europe.

Cette liste commentée recense la mammalofaune au Liechtenstein. Elle répertorie les espèces de mammifères liechtensteinois actuels et celles qui ont été récemment classifiées comme éteintes (à partir de l'Holocène, depuis donc 11 700 ans av. J.‑C.). Cette liste comporte 74 espèces réparties en huit ordres et vingt familles, dont une est « vulnérable », six sont « quasi menacées » et une a des « données insuffisantes » pour être classée (selon les critères de la liste rouge de l'UICN au niveau mondial).
Elle contient au moins quatre espèces introduites sur ce territoire, qui sont plus ou moins bien acclimatées. Elle peut contenir aussi des animaux non reconnus par la liste rouge de l'UICN (aucun mammifère ici), qui sont classés en « non évalué » : cela étant dû notamment au manque de données et à des espèces domestiques, disparues ou éteintes avant le XVIe siècle. Il n'existe pas au Liechtenstein d'espèces et de sous-espèces de mammifères endémiques. Malgré l'étymologie de son nom binominal, le Campagnol de Liechtenstein (Microtus liechtensteini) est absent du pays.

## Statuts de la liste rouge de l'UICN
Les statuts de conservation utilisés par la liste rouge de l'UICN mondiale sont :
| (EX) | Éteint                  | Il n'y a pas le moindre doute sur le fait que le dernier spécimen recensé est mort.                                                                   |
| (EW) | Éteint à l'état sauvage | L'espèce est connue uniquement en captivité ou en tant que population naturalisée bien en dehors de son ancienne aire de répartition.                 |
| (CR) | En danger critique      | L'espèce risque prochainement de s'éteindre à l'état sauvage.                                                                                         |
| (EN) | En danger               | L'espèce fait face à un très gros risque d'extinction à l'état sauvage.                                                                               |
| (VU) | Vulnérable              | L'espèce fait face à un gros risque d'extinction à l'état sauvage.                                                                                    |
| (NT) | Quasi menacé            | L'espèce ne satisfait pas un ou plusieurs des critères prévus qui permettraient de la catégoriser, mais pourrait risquer de s'éteindre dans le futur. |
| (LC) | Préoccupation mineure   | Il n'y a pas de risque identifiable pour l'espèce. |
| (DD) | Données insuffisantes   | Il n'y a pas d'information adéquate qui permettraient de faire une évaluation des risques pour cette espèce.                                          |
| (NE) | Non évalué              | L'espèce n'a pas encore été confrontée aux critères précédents, n'est pas reconnue par l'UICN ou bien s'est éteinte avant le XVIe siècle.             |

## Ordre:Primates

### Famille:Hominidés
| Nom binominal, nom vulgaire et citation d'auteurs | Nom vulgaire allemand (langue officielle du Liechtenstein) | Origine et statut au Liechtenstein | Aire de répartition                    | Statut UICN mondial | Image         |
| ------------------------------------------------- | ---------------------------------------------------------- | ---------------------------------- | -------------------------------------- | ------------------- | ------------- |
| Homo sapiens (Homme moderne) Linnaeus, 1758       | Mensch                                                     | Autochtone,                        | Aire de répartition de l'Homme moderne | [ 2 ]               | Homme moderne |

## Ordre:Lagomorphes

### Famille:Léporidés
| Nom binominal, nom vulgaire et citation d'auteurs         | Nom vulgaire allemand (langue officielle du Liechtenstein) | Origine et statut au Liechtenstein | Aire de répartition                     | Statut UICN mondial | Image            |
| --------------------------------------------------------- | ---------------------------------------------------------- | ---------------------------------- | --------------------------------------- | ------------------- | ---------------- |
| Lepus europaeus (Lièvre d'Europe) Pallas, 1778            | Feldhase                                                   | Autochtone                         | Aire de répartition du Lièvre d'Europe  | [ 3 ]               | Lièvre d'Europe  |
| Lepus timidus (Lièvre variable) Linnaeus, 1758            | Schneehase                                                 | Autochtone                         | Aire de répartition du Lièvre variable  | [ 4 ]               | Lièvre variable  |
| Oryctolagus cuniculus (Lapin de garenne) (Linnaeus, 1758) | Wildkaninchen                                              | Allochtone (Introduit),            | Aire de répartition du Lapin de garenne | [ 6 ]               | Lapin de garenne |

## Ordre:Rodentiens

### Famille:Castoridés
| Nom binominal, nom vulgaire et citation d'auteurs | Nom vulgaire allemand (langue officielle du Liechtenstein) | Origine et statut au Liechtenstein | Aire de répartition                     | Statut UICN mondial | Image            |
| ------------------------------------------------- | ---------------------------------------------------------- | ---------------------------------- | --------------------------------------- | ------------------- | ---------------- |
| Castor fiber (Castor d'Eurasie) Linnaeus, 1758    | Europäischer Biber                                         | Autochtone (Disparu),              | Aire de répartition du Castor d'Eurasie | [ 8 ]               | Castor d'Eurasie |

### Famille:Cricétidés
| Nom binominal, nom vulgaire et citation d'auteurs                        | Nom vulgaire allemand (langue officielle du Liechtenstein) | Origine et statut au Liechtenstein | Aire de répartition                         | Statut UICN mondial | Image                |
| ------------------------------------------------------------------------ | ---------------------------------------------------------- | ---------------------------------- | ------------------------------------------- | ------------------- | -------------------- |
| Arvicola amphibius (Campagnol terrestre) (Linnaeus, 1758)                | Ostschermaus                                               | Autochtone                         | Aire de répartition du Campagnol terrestre  | [ 9 ]               | Campagnol terrestre  |
| Chionomys nivalis (Campagnol des neiges) (Martins, 1842)                 | Schneemaus                                                 | Autochtone                         | Aire de répartition du Campagnol des neiges | [ 11 ]              | Campagnol des neiges |
| Microtus agrestis (Campagnol agreste) (Linnaeus, 1761)                   | Erdmaus                                                    | Autochtone                         | Aire de répartition du Campagnol agreste    | [ 12 ]              | Campagnol agreste    |
| Microtus arvalis (Campagnol des champs) (Pallas, 1778)                   | Feldmaus                                                   | Autochtone                         | Aire de répartition du Campagnol des champs | [ 13 ]              | Campagnol des champs |
| Microtus subterraneus (Campagnol souterrain) (de Sélys Longchamps, 1836) | Kurzohrmaus                                                | Autochtone                         | Illustration manquante                      | [ 14 ]              | Campagnol souterrain |
| Myodes glareolus (Campagnol roussâtre) Schreber, 1780                    | Rötelmaus                                                  | Autochtone                         | Aire de répartition du Campagnol roussâtre  | [ 15 ]              | Campagnol roussâtre  |
| Ondatra zibethicus (Rat musqué) (Linnaeus, 1766)                         | Bisamratte                                                 | Allochtone,                        | Aire de répartition du Rat musqué           | [ 17 ]              | Rat musqué           |

### Famille:Muridés
| Nom binominal, nom vulgaire et citation d'auteurs       | Nom vulgaire allemand (langue officielle du Liechtenstein) | Origine et statut au Liechtenstein | Aire de répartition                     | Statut UICN mondial | Image            |
| ------------------------------------------------------- | ---------------------------------------------------------- | ---------------------------------- | --------------------------------------- | ------------------- | ---------------- |
| Apodemus flavicollis (Mulot à collier) (Melchior, 1834) | Gelbhalsmaus                                               | Autochtone                         | Aire de répartition du Mulot à collier  | [ 18 ]              | Mulot à collier  |
| Apodemus sylvaticus (Mulot sylvestre) (Linnaeus, 1758)  | Waldmaus                                                   | Autochtone                         | Aire de répartition du Mulot sylvestre  | [ 19 ]              | Mulot sylvestre  |
| Micromys minutus (Rat des moissons) (Pallas, 1771)      | Zwergmaus                                                  | Autochtone                         | Aire de répartition du Rat des moissons | [ 20 ]              | Rat des moissons |
| Mus musculus (Souris grise) Linnaeus, 1758              | Hausmaus                                                   | Allochtone (Introduit),            | Aire de répartition de la Souris grise  | [ 21 ]              | Souris grise     |
| Rattus norvegicus (Rat surmulot) (Berkenhout, 1769)     | Wanderratte                                                | Allochtone (Introduit)             | Aire de répartition du Rat surmulot     | [ 24 ]              | Rat surmulot     |
| Rattus rattus (Rat noir) (Linnaeus, 1758)               | Hausratte                                                  | Allochtone (Introduit)             | Aire de répartition du Rat noir         | [ 25 ]              | Rat noir         |

### Famille:Gliridés
| Nom binominal, nom vulgaire et citation d'auteurs     | Nom vulgaire allemand (langue officielle du Liechtenstein) | Origine et statut au Liechtenstein | Aire de répartition                 | Statut UICN mondial | Image          |
| ----------------------------------------------------- | ---------------------------------------------------------- | ---------------------------------- | ----------------------------------- | ------------------- | -------------- |
| Glis glis (Loir gris) Linnaeus, 1766                  | Siebenschläfer                                             | Autochtone                         | Aire de répartition du Loir gris    | [ 26 ]              | Loir gris      |
| Dryomys nitedula (Lérotin commun) (Pallas, 1778)      | Baumschläfer                                               | Autochtone                         | Illustration manquante              | [ 27 ]              | Lérotin commun |
| Eliomys quercinus (Lérot commun) (Linnaeus, 1766)     | Gartenschläfer                                             | Autochtone                         | Aire de répartition du Lérot commun | [ 28 ]              | Lérot commun   |
| Muscardinus avellanarius (Muscardin) (Linnaeus, 1758) | Haselmaus                                                  | Autochtone                         | Aire de répartition du Muscardin    | [ 29 ]              | Muscardin      |

### Famille:Sciuridés
| Nom binominal, nom vulgaire et citation d'auteurs     | Nom vulgaire allemand (langue officielle du Liechtenstein) | Origine et statut au Liechtenstein | Aire de répartition                          | Statut UICN mondial | Image              |
| ----------------------------------------------------- | ---------------------------------------------------------- | ---------------------------------- | -------------------------------------------- | ------------------- | ------------------ |
| Sciurus vulgaris (Écureuil roux) Linnaeus, 1758       | Eichhörnchen                                               | Autochtone                         | Aire de répartition de l'Écureuil roux       | [ 30 ]              | Écureuil roux      |
| Marmota marmota (Marmotte des Alpes) (Linnaeus, 1758) | Alpenmurmeltier                                            | Autochtone                         | Aire de répartition de la Marmotte des Alpes | [ 31 ]              | Marmotte des Alpes |

## Ordre:Érinacéomorphes

### Famille:Érinacéidés
| Nom binominal, nom vulgaire et citation d'auteurs                  | Nom vulgaire allemand (langue officielle du Liechtenstein) | Origine et statut au Liechtenstein | Aire de répartition                                  | Statut UICN mondial | Image                         |
| ------------------------------------------------------------------ | ---------------------------------------------------------- | ---------------------------------- | ---------------------------------------------------- | ------------------- | ----------------------------- |
| Erinaceus europaeus (Hérisson d'Europe occidentale) Linnaeus, 1758 | Braunbrustigel                                             | Autochtone                         | Aire de répartition du Hérisson d'Europe occidentale | [ 32 ]              | Hérisson d'Europe occidentale |

## Ordre:Soricomorphes

### Famille:Soricidés
| Nom binominal, nom vulgaire et citation d'auteurs           | Nom vulgaire allemand (langue officielle du Liechtenstein) | Origine et statut au Liechtenstein | Aire de répartition                             | Statut UICN mondial | Image                 |
| ----------------------------------------------------------- | ---------------------------------------------------------- | ---------------------------------- | ----------------------------------------------- | ------------------- | --------------------- |
| Crocidura leucodon (Crocidure leucode) (Hermann, 1780)      | Feldspitzmaus                                              | Autochtone                         | Aire de répartition de la Crocidure leucode     | [ 33 ]              | Crocidure leucode     |
| Crocidura russula (Crocidure musette) (Hermann, 1780)       | Hausspitzmaus                                              | Allochtone,                        | Aire de répartition de la Crocidure musette     | [ 34 ]              | Crocidure musette     |
| Crocidura suaveolens (Crocidure des jardins) (Pallas, 1811) | Gartenspitzmaus                                            | Autochtone                         | Aire de répartition de la Crocidure des jardins | [ 36 ]              | Crocidure des jardins |
| Neomys anomalus (Crossope de Miller) Cabrera, 1907          | Sumpfspitzmaus                                             | Autochtone                         | Aire de répartition de la Crossope de Miller    | [ 37 ]              | Crossope de Miller    |
| Neomys fodiens (Crossope aquatique) (Pennant, 1771)         | Wasserspitzmaus                                            | Autochtone                         | Aire de répartition de la Crossope aquatique    | [ 38 ]              | Crossope aquatique    |
| Sorex alpinus (Musaraigne alpine) Schinz, 1837              | Alpenspitzmaus                                             | Autochtone                         | Aire de répartition de la Musaraigne alpine     | [ 39 ]              | Musaraigne alpine     |
| Sorex antinorii (Musaraigne du Valais) Bonaparte, 1840      | — aucun —                                                  | Autochtone                         | Aire de répartition de la Musaraigne du Valais  | [ 40 ]              | Musaraigne du Valais  |
| Sorex araneus (Musaraigne carrelet) Linnaeus, 1758          | Waldspitzmaus                                              | Autochtone                         | Aire de répartition de la Musaraigne carrelet   | [ 41 ]              | Musaraigne carrelet   |
| Sorex coronatus (Musaraigne couronnée) Millet, 1828         | Schabrackenspitzmaus                                       | Autochtone                         | Aire de répartition de la Musaraigne couronnée  | [ 42 ]              | Musaraigne couronnée  |
| Sorex minutus (Musaraigne pygmée) Linnaeus, 1766            | Zwergspitzmaus                                             | Autochtone                         | Aire de répartition de la Musaraigne pygmée     | [ 43 ]              | Musaraigne pygmée     |

### Famille:Talpidés
| Nom binominal, nom vulgaire et citation d'auteurs | Nom vulgaire allemand (langue officielle du Liechtenstein) | Origine et statut au Liechtenstein | Aire de répartition                      | Statut UICN mondial | Image          |
| ------------------------------------------------- | ---------------------------------------------------------- | ---------------------------------- | ---------------------------------------- | ------------------- | -------------- |
| Talpa europaea (Taupe d'Europe) Linnaeus, 1758    | Europäischer Maulwurf                                      | Autochtone                         | Aire de répartition de la Taupe d'Europe | [ 44 ]              | Taupe d'Europe |

## Ordre:Chiroptères

### Famille:Rhinolophidés
| Nom binominal, nom vulgaire et citation d'auteurs             | Nom vulgaire allemand (langue officielle du Liechtenstein) | Origine et statut au Liechtenstein | Aire de répartition                     | Statut UICN mondial | Image            |
| ------------------------------------------------------------- | ---------------------------------------------------------- | ---------------------------------- | --------------------------------------- | ------------------- | ---------------- |
| Rhinolophus ferrumequinum (Grand Rhinolophe) (Schreber, 1774) | Große Hufeisennase                                         | Autochtone                         | Aire de répartition du Grand Rhinolophe | [ 45 ]              | Grand Rhinolophe |
| Rhinolophus hipposideros (Petit Rhinolophe) (Bechstein, 1800) | Kleine Hufeisennase                                        | Autochtone (Disparu)               | Aire de répartition du Petit Rhinolophe | [ 46 ]              | Petit Rhinolophe |

### Famille:Vespertilionidés
| Nom binominal, nom vulgaire et citation d'auteurs                             | Nom vulgaire allemand (langue officielle du Liechtenstein) | Origine et statut au Liechtenstein | Aire de répartition                                | Statut UICN mondial | Image                    |
| ----------------------------------------------------------------------------- | ---------------------------------------------------------- | ---------------------------------- | -------------------------------------------------- | ------------------- | ------------------------ |
| Myotis bechsteinii (Murin de Bechstein) (Kuhl, 1817)                          | Bechsteinfledermaus                                        | Autochtone                         | Aire de répartition du Murin de Bechstein          | [ 47 ]              | Murin de Bechstein       |
| Myotis brandtii (Murin de Brandt) (Eversmann, 1845)                           | Große Bartfledermaus                                       | Autochtone                         | Aire de répartition du Murin de Brandt             | [ 48 ]              | Murin de Brandt          |
| Myotis daubentonii (Murin de Daubenton) (Kuhl, 1817)                          | Wasserfledermaus                                           | Autochtone                         | Aire de répartition du Murin de Daubenton          | [ 49 ]              | Murin de Daubenton       |
| Myotis myotis (Grand Murin) (Borkhausen, 1797)                                | Großes Mausohr                                             | Autochtone                         | Aire de répartition du Grand Murin                 | [ 50 ]              | Grand Murin              |
| Myotis mystacinus (Murin à moustaches) (Kuhl, 1817)                           | Kleine Bartfledermaus                                      | Autochtone                         | Aire de répartition du Murin à moustaches          | [ 51 ]              | Murin à moustaches       |
| Myotis nattereri (Murin de Natterer) (Kuhl, 1817)                             | Fransenfledermaus                                          | Autochtone                         | Aire de répartition du Murin de Natterer           | [ 52 ]              | Murin de Natterer        |
| Eptesicus nilssonii (Sérotine de Nilsson) (Keyserling & Blasius, 1839)        | Nordfledermaus                                             | Autochtone                         | Aire de répartition de la Sérotine de Nilsson      | [ 53 ]              | Sérotine de Nilsson      |
| Eptesicus serotinus (Sérotine commune) (Schreber, 1774)                       | Breitflügelfledermaus                                      | Autochtone                         | Aire de répartition de la Sérotine commune         | [ 54 ]              | Sérotine commune         |
| Nyctalus leisleri (Noctule de Leisler) (Kuhl, 1817)                           | Kleiner Abendsegler                                        | Autochtone                         | Aire de répartition de la Noctule de Leisler       | [ 55 ]              | Noctule de Leisler       |
| Nyctalus noctula (Noctule commune) (Schreber, 1774)                           | Großer Abendsegler                                         | Autochtone                         | Aire de répartition de la Noctule commune          | [ 56 ]              | Noctule commune          |
| Pipistrellus nathusii (Pipistrelle de Nathusius) (Keyserling & Blasius, 1839) | Rauhautfledermaus                                          | Autochtone                         | Aire de répartition de la Pipistrelle de Nathusius | [ 57 ]              | Pipistrelle de Nathusius |
| Pipistrellus pipistrellus (Pipistrelle commune) (Schreber, 1774)              | Zwergfledermaus                                            | Autochtone                         | Aire de répartition de la Pipistrelle commune      | [ 58 ]              | Pipistrelle commune      |
| Barbastella barbastellus (Barbastelle d'Europe) (Schreber, 1774)              | Mopsfledermaus                                             | Autochtone                         | Aire de répartition de la Barbastelle d'Europe     | [ 59 ]              | Barbastelle d'Europe     |
| Plecotus auritus (Oreillard roux) (Linnaeus, 1758)                            | Braunes Langohr                                            | Autochtone                         | Aire de répartition de l'Oreillard roux            | [ 60 ]              | Oreillard roux           |
| Plecotus austriacus (Oreillard gris) (J. Fischer, 1829)                       | Graues Langohr                                             | Autochtone                         | Aire de répartition de l'Oreillard gris            | [ 61 ]              | Oreillard gris           |
| Plecotus macrobullaris (Oreillard montagnard) Kuzjakin, 1965                  | Alpen-Langohr                                              | Autochtone                         | Aire de répartition de l'Oreillard montagnard      | [ 62 ]              | Oreillard montagnard     |
| Vespertilio murinus (Sérotine bicolore) Linnaeus, 1758                        | Zweifarbfledermaus                                         | Autochtone                         | Aire de répartition de la Sérotine bicolore        | [ 63 ]              | Sérotine bicolore        |

## Ordre:Artiodactyles

### Famille:Bovidés
| Nom binominal, nom vulgaire et citation d'auteurs | Nom vulgaire allemand (langue officielle du Liechtenstein) | Origine et statut au Liechtenstein | Aire de répartition                        | Statut UICN mondial | Image               |
| ------------------------------------------------- | ---------------------------------------------------------- | ---------------------------------- | ------------------------------------------ | ------------------- | ------------------- |
| Bison bonasus (Bison d'Europe) (Linnaeus, 1758)   | Wisent                                                     | Autochtone (Disparu)               | Aire de répartition du Bison d'Europe      | [ 65 ]              | Bison d'Europe      |
| Capra ibex (Bouquetin des Alpes) Linnaeus, 1758   | Alpensteinbock                                             | Autochtone (Recolonisateur),       | Aire de répartition du Bouquetin des Alpes | [ 67 ]              | Bouquetin des Alpes |
| Rupicapra rupicapra (Chamois) (Linnaeus, 1758)    | Gämse                                                      | Autochtone                         | Aire de répartition du Chamois             | [ 68 ]              | Chamois             |

### Famille:Cervidés
| Nom binominal, nom vulgaire et citation d'auteurs         | Nom vulgaire allemand (langue officielle du Liechtenstein) | Origine et statut au Liechtenstein | Aire de répartition                       | Statut UICN mondial | Image              |
| --------------------------------------------------------- | ---------------------------------------------------------- | ---------------------------------- | ----------------------------------------- | ------------------- | ------------------ |
| Alces alces (Élan) (Linnaeus, 1758)                       | Elch                                                       | Autochtone (Disparu)               | Aire de répartition de l'Élan             | [ 69 ]              | Élan               |
| Capreolus capreolus (Chevreuil européen) (Linnaeus, 1758) | Reh                                                        | Autochtone                         | Aire de répartition du Chevreuil européen | [ 70 ]              | Chevreuil européen |
| Cervus elaphus (Cerf élaphe) Linnaeus, 1758               | Rothirsch                                                  | Autochtone                         | Aire de répartition du Cerf élaphe        | [ 71 ]              | Cerf élaphe        |

### Famille:Suidés
| Nom binominal, nom vulgaire et citation d'auteurs | Nom vulgaire allemand (langue officielle du Liechtenstein) | Origine et statut au Liechtenstein | Aire de répartition                       | Statut UICN mondial | Image              |
| ------------------------------------------------- | ---------------------------------------------------------- | ---------------------------------- | ----------------------------------------- | ------------------- | ------------------ |
| Sus scrofa (Sanglier d'Eurasie) Linnaeus, 1758    | Wildschwein                                                | Autochtone                         | Aire de répartition du Sanglier d'Eurasie | [ 72 ]              | Sanglier d'Eurasie |

## Ordre:Carnivores

### Famille:Canidés
| Nom binominal, nom vulgaire et citation d'auteurs | Nom vulgaire allemand (langue officielle du Liechtenstein) | Origine et statut au Liechtenstein | Aire de répartition                | Statut UICN mondial | Image       |
| ------------------------------------------------- | ---------------------------------------------------------- | ---------------------------------- | ---------------------------------- | ------------------- | ----------- |
| Canis lupus (Loup gris) Linnaeus, 1758            | Wolf                                                       | Autochtone (Erratique),            | Aire de répartition du Loup gris   | [ 75 ]              | Loup gris   |
| Vulpes vulpes (Renard roux) (Linnaeus, 1758)      | Rotfuchs                                                   | Autochtone                         | Aire de répartition du Renard roux | [ 76 ]              | Renard roux |

### Famille:Ursidés
| Nom binominal, nom vulgaire et citation d'auteurs | Nom vulgaire allemand (langue officielle du Liechtenstein) | Origine et statut au Liechtenstein | Aire de répartition                | Statut UICN mondial | Image     |
| ------------------------------------------------- | ---------------------------------------------------------- | ---------------------------------- | ---------------------------------- | ------------------- | --------- |
| Ursus arctos (Ours brun) Linnaeus, 1758           | Braunbär                                                   | Autochtone (Disparu)               | Aire de répartition de l'Ours brun | [ 77 ]              | Ours brun |

### Famille:Mustélidés
| Nom binominal, nom vulgaire et citation d'auteurs | Nom vulgaire allemand (langue officielle du Liechtenstein) | Origine et statut au Liechtenstein | Aire de répartition                        | Statut UICN mondial | Image             |
| ------------------------------------------------- | ---------------------------------------------------------- | ---------------------------------- | ------------------------------------------ | ------------------- | ----------------- |
| Lutra lutra (Loutre commune) (Linnaeus, 1758)     | Fischotter                                                 | Autochtone                         | Aire de répartition de la Loutre commune   | [ 78 ]              | Loutre commune    |
| Martes foina (Fouine) (Erxleben, 1777)            | Steinmarder                                                | Autochtone                         | Aire de répartition de la Fouine           | [ 79 ]              | Fouine            |
| Martes martes (Martre des pins) (Linnaeus, 1758)  | Baummarder                                                 | Autochtone                         | Aire de répartition de la Martre des pins  | [ 80 ]              | Martre des pins   |
| Meles meles (Blaireau européen) (Linnaeus, 1758)  | Europäischer Dachs                                         | Autochtone                         | Aire de répartition du Blaireau européen   | [ 81 ]              | Blaireau européen |
| Mustela erminea (Hermine) Linnaeus, 1758          | Hermelin                                                   | Autochtone                         | Aire de répartition de l'Hermine           | [ 82 ]              | Hermine           |
| Mustela nivalis (Belette d'Europe) Linnaeus, 1766 | Mauswiesel                                                 | Autochtone                         | Aire de répartition de la Belette d'Europe | [ 83 ]              | Belette d'Europe  |
| Mustela putorius (Putois d'Europe) Linnaeus, 1758 | Europäischer Iltis                                         | Autochtone                         | Aire de répartition du Putois d'Europe     | [ 84 ]              | Putois d'Europe   |

### Famille:Procyonidés
| Nom binominal, nom vulgaire et citation d'auteurs    | Nom vulgaire allemand (langue officielle du Liechtenstein) | Origine et statut au Liechtenstein | Aire de répartition                        | Statut UICN mondial | Image               |
| ---------------------------------------------------- | ---------------------------------------------------------- | ---------------------------------- | ------------------------------------------ | ------------------- | ------------------- |
| Procyon lotor (Raton laveur commun) (Linnaeus, 1758) | Waschbär                                                   | Allochtone                         | Aire de répartition du Raton laveur commun | [ 85 ]              | Raton laveur commun |

### Famille:Félidés
| Nom binominal, nom vulgaire et citation d'auteurs | Nom vulgaire allemand (langue officielle du Liechtenstein) | Origine et statut au Liechtenstein | Aire de répartition                | Statut UICN mondial | Image       |
| ------------------------------------------------- | ---------------------------------------------------------- | ---------------------------------- | ---------------------------------- | ------------------- | ----------- |
| Lynx lynx (Lynx boréal) (Linnaeus, 1758)          | Eurasischer Luchs                                          | Autochtone (Disparu)               | Aire de répartition du Lynx boréal | [ 86 ]              | Lynx boréal |